# Dig skall min själ sitt offer bära
Dig skall min själ sitt offer bära är en lovpsalm av Arvid August Afzelius, första gången tryckt i Förslag till förbättrade Kyrko-Sånger (1814), då författaren var 29 år. Melodin är tysk från Hamburg 1690. Texten är något bearbetad 1979 av Britt G. Hallqvist till Den svenska psalmboken 1986.

## Publicerad i
- 1819 års psalmbok som nr 28 under rubriken "Skapelsen och försynen - I allmänhet".
- Svenska Missionsförbundets sångbok 1920 som nr 7 under rubriken "Guds härlighet".
- Sionstoner 1935 som nr 715 under rubriken "Morgon och afton".
- 1937 års psalmbok som nr 15 under rubriken "Guds lov".
- Psalmer för bruk vid krigsmakten 1961 som nr 15 verserna 5-6.
- Frälsningsarméns sångbok 1968 som nr 268 under rubriken "Det Kristna Livet - Jubel och tacksägelse".
- Den svenska psalmboken 1986 som nr 22 under rubriken "Gud, vår Skapare och Fader".